# 深圳公交M332路
深圳公交M332路，是从机场东地铁站开往燕罗公交总站的干线巴士，由深圳市西部公共汽车有限公司运营。

## 线路简介
- 深圳公交M332路由深圳市西部公共汽车有限公司营运。
- M332路从机场东地铁站开往燕罗公交总站，全长22.9km，配车24台（截止2012年1月），车型为五洲龙客车FDG6111HEVG2空调客车；单程行驶时间约为60-65分钟。
- 服务时间：机场东发出6:30-21:30；燕罗发出07:00-22:00
- 发车间隔：5-7分钟一班（平峰期）；3-5分钟一班（高峰期）

## 途径站点
- 往燕罗方向：机场东地铁站 - 机场路口 - 怀德翠岗 - 怀德商贸城 - 福永家私街 - 福永汽车站 - 白石厦村 - 福永花苑 - 同和工业区 - 凤凰天桥 - 凤凰立交 - 凤凰油站 - 富源路口 - 凤凰客运站 - 沙井南环路口 - 沙井电子城 - 上寮市场 - 上寮 - 沙井中心客运站 - 新桥派出所 - 新桥第三工业区 - 芙蓉立交 - 潭头路口 - 蚌岗 - 松裕立交 - 松岗天虹商场 - 松岗街道办 - 松岗文艺中心 - 松岗公园 - 集信名城 - 集信名城幼儿园 - 松岗钢材市场 - 松岗富士康 - 喜高工业区 - 燕景华庭 - 燕川公交站 (36站)

- 往机场东方向：燕川公交站 - 燕景华庭 - 喜高工业区 - 松岗富士康 - 松岗钢材市场 - 松岗教堂 - 集信名城 - 松岗文艺中心 - 松岗街道办 - 松岗天虹商场 - 松裕立交 - 蚌岗 - 潭头路口 - 芙蓉立交 - 新桥第三工业区 - 新桥派出所 - 沙井中心客运站 - 上寮 - 上寮市场 - 沙井电子城 - 沙井南环路口 - 凤凰客运站 - 富源路口 - 凤凰油站 - 凤凰立交 - 凤凰天桥 - 同和工业区 - 福永花苑 - 白石厦村 - 福永汽车站 - 福永家私街 - 怀德商贸城 - 怀德翠岗 - 机场路口 - 机场东地铁站 (35站)

## 历史
- 2011年4月，该线路首次出现于深圳市交通运输委员会发布的《2011年度首批公共汽车线路规划方案》，但当时并没有线路编号。[1]
- 2011年6月15日，深圳公交M332路开通，以深圳西部公汽当时购入的15部宇通客车ZK6720DF来营运。[2]
- 2011年8月，机场东地铁站附近的力能加电站已经建成，且M332路客流量呈持续增长状况（一个月约有20万人次乘坐该线），西部公汽第二分公司购入了22部五洲龙客车FDG6111HEVG2来营运该线，此前在该线路营运的宇通客车ZK6720DF调至B835路营运。（曾有一段时间M332路使用过原来在362路的海格客车KLQ6891GAE3来营运，后来该车型调至M351路（原666路）来营运。）

## 资料来源
1. ↑  . 深圳市交通运输委员会. 2011-04-20 （中文（简体））.[永久]
2. ↑  . 本地宝深圳交通. 2011-06-11  [2012-05-19]. （原始内容存档于2012-01-20） （中文（简体））.